# Metopograpsus latifrons
Metopograpsus latifrons is een krabbensoort uit de familie van de Grapsidae. De wetenschappelijke naam van de soort is voor het eerst geldig gepubliceerd in 1847 door White.